# NGC 2938
NGC 2938 je galaksija u zviježđu Zmaju.

## Vanjske poveznice
- SEDS: NGC 2938